# Willow (Aljaška)
Willow je město v jižní části Aljašky, ležící v údolí řeky Susitny přes 50 km vzdušnou čarou na sever od Anchorage. Město má 2770 obyvatel, podle sčítání z roku 2010 , což představuje nárůst o dvě třetiny proti roku 2000.

## Historie a geografie
Willow bylo založeno roku 1897 v důsledku zlaté horečky a dostalo název podle zakrslé aljašské vrby (Salix alaxiana). Rozvoji města napomohlo vybudování Aljašské železnice ze Sewardu do Fairbanksu ve dvacátých letech, po druhé světové válce patřilo k nejdůležitějším střediskům těžby zlata. V současnosti je jeho ekonomika založena na stavebnictví a turistice - Willow je východištěm do národního parku Denali.

## Willow málem hlavním městem
V sedmdesátých letech převládl názor, že Juneau přestalo vyhovovat jako hlavní město státu; jednak pro svoji excentrickou polohu na úzkém jihovýchodním výběžku Aljašky (zvaném "držadlo pánve"), který má špatné dopravní spojení s ekonomickým srdcem země okolo Cookovy zátoky, jednak proto, že poloha města sevřeného mezi mořem a horami neumožňovala další růst. Protože kvůli rivalitě mezi Anchorage a Fairbanksem bylo politicky neprůchodné stěhování úřadů do jednoho ze dvou největších měst státu, bylo rozhodnuto vybudovat novou metropoli na cestě mezi nimi. V roce 1976 zvolila odborná komise pro příznivé klima a dobré spojení právě Willow. Následující stavební boom (velkorysé plány nového centra vypracoval přední architekt M. Paul Friedberg) ukončilo v listopadu 1982 referendum, které přesun hlavního města odmítlo z důvodu velké finanční náročnosti.

## Iditarod

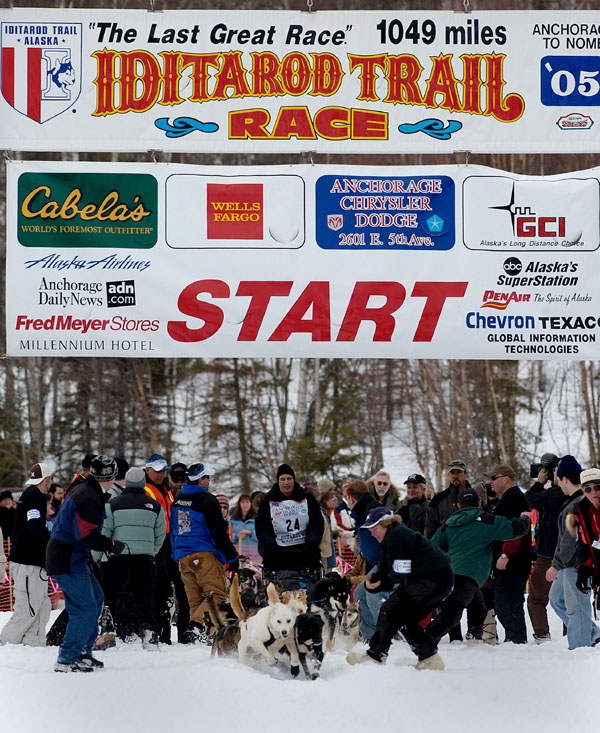
Start Iditarodu

Willow nejvíce proslavil Iditarod, velký závod psích spřežení napříč Aljaškou z Anchorage do Nome. Oficiální zahájení probíhá tradičně v Anchorage, ale ostrý start byl pro lepší sněhové podmínky přesunut roku 2002 právě do Willow.